# 报本堂
报本堂，又称吴凤宗祠，位于中国福建省平和县大溪镇壶嗣村，清乾隆年间（1736—1795年）始建，民国及近代历次维修。坐西南向东北，为两进、悬山顶、燕尾脊式建筑，雕梁画栋，木雕石刻技艺极为精湛。宗祠奉祀壶嗣吴氏始祖吴文应及其下五世的四十个列祖神位，主堂次间供奉第十三世孙“阿里山神”吴凤。2009年11月16日公布为第七批福建省文物保护单位。